# 氢溴酸胍
氢溴酸胍是胍的氢溴酸盐，化学式为CH6NBr。它可由碳酸胍和氢溴酸反应制得，或通过脲和溴化铵在160 °C反应得到。它和水合肼在二氧六环中回流，可以得到N,N',N''-三氨基胍氢溴酸盐。它对钙钛矿材料MAPbI3进行后处理，可以提高其性能。